# Éponine
Éponine Thénardier es un personaje ficticio de la novela de 1862 Los Miserables de Victor Hugo.
El personaje es presentado como una niña mimada y consentida, pero más adelante en la novela aparece como una adolescente harapienta y empobrecida que habla en el argot de las calles parisinas, aunque conserva vestigios de su antiguo encanto e inocencia. Todavía ama a su hermano Gavroche.

## Adaptaciones

### En vivo
- Para la primera edición del musical de Los miserables fue interpretada por Frances Ruffelle tanto en el West End de Londres como en Broadway. Su papel es mayor que en la novela, y es presentada como una amiga desde la infancia de Marius Pontmercy. Tiene mayor participación en canciones como On my own, One day more y A little fall of rain.
- En 1995, para la edición del Aniversario N°10 del musical, fue interpretada por Lea Salonga, siendo esta una de sus adaptaciones más reconocidas.
- En 2010, para la edición del Aniversario N°25 del musical, fue interpretada por Samantha Barks, actriz que más tarde la interpretaría en la adaptación cinematográfica del musical.

Televisión
- En 1967 se hizo una adaptación de la novela como una miniserie de diez episodios producida por BBC Television, donde Éponine fue interpretada por Elizabeth Counsell.
- En el 2000 se hizo una miniserie francesa, la cual fue emitida en cuatro partes de 90 minutos cada una, donde Éponine fue interpretada por Asia Argento.
  - Julia Portoghese interpreta a Éponine de niña.
- En el 2018 se hizo una miniserie francesa, la cual fue emitida en 6 episodios de 60 minutos, donde Éponine fue interpretada por Erin Kellyman
  - Sienna Barnes y Tiarna Williams interpretadas a Éponine de niñas.

### Cine
- En 1935 se hizo una adaptación cinematográfica de la novela, Les Misérables, donde fue interpretada por Frances Drake. 
  - Gilberte Savary interpreta a Éponine de niña
- En 1998 se hizo una nueva adaptación de la novela, Los miserables, donde Éponine es interpretada por Sylvie Koblizkova. Sin embargo, su papel es reducido considerablemente, siendo su única aparición cuando era niña en casa de sus padres.
- En 2012 se hizo una adaptación cinematográfica del musical, Los miserables, donde Éponine es interpretada por Samantha Barks, actriz que la había interpretado previamente en el Aniversario N° 25 del musical. Su papel es prácticamente el mismo que en el musical.
  - Natalya Wallace interpreta a Éponine de niña.